# فاسيل ليبكيفسكي
المطران فاسيل رجل ديني ومبشر ومدرس وأديب أوكراني. وُلد في 16 مارس 1864 باسم كونستانتين ليبكيفسكي (بالأوكرانية Василь Костянтинович Липківський) وتوفي في 27 نوفمير 1937.

## سيرته حياته

### الولادة
وُلد في 16 مارس 1864
في قرية بوبودني بأوكرانيا وكان أبوه قسيسا.

### التعليم
كان يدرس في مدرسة دينية بمدينة أومان بين 1873 و1879 وفي معهد ديني بكييف بين 1879 و1884. وتخرج من أكاديمية دينية في كييف في 1889.

### نشاطاته
كان يعمل مدرسا في مدارس بمدينة شكولا في 1889 و1890. ورُسم قسيسا في 1891 وعُين رئيس دير في بلدة ليبوفتسي في 1892. وكان قائما بأعمال مراقب للمدارس الدينية منذ 1896. وتم تعيينه مديرا لمعهد يحضّر مدرسين لمدارس دينية في كييف سنة 1903

### مشاركته في الحراك القومي
```
أدرك ليبكيفسكي في أيام شبابه أن المسيحيين الأرثذوكس الأوكرانين والكنيسة الروسية هما مفهومان متضاربان حيث كان يعتبر أن الكنيسة الروسية هي إحدى أدوات القيادة الروسية من أجل تربية شعوب مطيعة للإمبرطورية، بمن فيهم الشعب الأوكراني. ولكنه أُقيل من منصبه كمدير لمعهد يحضّر مدرسين لمدارس دينية في كييف، سنة 1905 بعدما اتُهم بـ«الآراء الليبرالية» و«الموالاة لأوكرانيا». وتم تعيينه رئيسا لكنيسة شفاعة السيدة العذراء في ضواحي كييف.
```

القسيس فاسيل بدأ يشارك في الحراك الأوكراني القثافي والديني بنشاط إثر اندلاع الثورة الديمقراطية في الإمبراطيرية الروسية في 1905-1907. وقد انتُحب رئيسا لمؤتمر ديني عقدته أبرشية كييف، والذي أعلن اللغة الأوكرانية لغة رسمية في إجراء المراسم الدينية وفي التدريس في مدارس دينية.
وانفتحت صفحة جديدة لليبكيفسكي وللشعب الأوكراني بعد اندلاع حرب الاستقلال الأوكرانية في 1917، ما أدى إلى النهضة السياسية والذينية في البلاد. وبات فاسيل ليبكيفسكي من أبرز رجال الدين الذين كانوا يدعون إلى إقامة كنيسة أوكرانية مستقلة عن الكنيسة الروسية. وانتخب المجمع الديني الأوكراني القسيس فاسيل أسقفا مطرانا ورئسيا للكنيسة الأوكرانية المستقلة.

## وفاته
بدأت السلطة السوفياتية التي تأسست في أوكرانيا، قمع الكنيسة الأوكرانية، ما أدى إلى اعتقال عدد كبير من قادة الكنيسة الأوكرانية سنة 1926. فاسيل ليبكيفسكي الذي كان من بينهم، أُعدم سنة 1937 بعدما اتهمته قوات الأمن السوفياتية بالتورط في منظمة دينية مضادة للسلطات الشيوعية.